# Xã Spring Valley, Quận McCook, Nam Dakota
Xã Spring Valley (tiếng Anh: Spring Valley Township) là một xã thuộc quận McCook, tiểu bang Nam Dakota, Hoa Kỳ. Năm 2010, dân số của xã này là 311 người.